# 競輪場前駅 (岐阜県)
競輪場前駅（けいりんじょうまええき）は岐阜県岐阜市東興町1丁目にあった、名古屋鉄道の駅（停留場）である。名鉄美濃町線と田神線の2路線が乗り入れた。
岐阜競輪場の最寄駅であった。
田神線と徹明町方面は当駅で乗り換えとなっていたが、運賃は1乗車乗り切り制であるため乗り継ぎ先で新たに運賃を支払う形になっていた。

## 歴史
1911年（明治44年）に美濃町線が美濃電気軌道の路線として開業する際、当駅は東興町駅（とうこうちょうえき）として開業が認可されていた。しかし認可のみで実際に開業することはなく、時代が下った1950年（昭和25年）に競輪場前駅として開業した。
開業時は美濃町線のみが乗り入れていたが、1970年（昭和45年）に田神線の営業が開始され2路線が接続する駅となった。しかし両線とも2005年（平成17年）に廃止、それにともない当駅も廃駅となった。

### 年表
- 1911年（明治44年）2月11日 - 美濃電気軌道の神田町駅（のちの岐阜柳ヶ瀬駅） - 上有知駅（のちの美濃駅）間が開通。東興町駅として開業の認可を受ける[2]。
- 1950年（昭和25年）4月1日 - 競輪場前駅として開業[2]。
- 1967年（昭和42年）4月18日 - 市ノ坪に移転した岐阜工場までの引込線が開通[3]。
- 1970年（昭和45年）6月25日 - 上記引込線が田神線として旅客化される[4]。
- 1981年（昭和56年）2月15日 - 田神線の駅に列車交換のための側線を新設[2]。
- 2005年（平成17年）4月1日 - 美濃町線および田神線の廃止に伴い廃駅となる[5]。

## 駅構造
国道248号の「東興町西」交差点を挟んで西側に美濃町線の乗り場、南側に田神線の乗り場が設けられ、両路線は交差点内で分岐する形であった。ホームは美濃町線、田神線ともに相対式2面2線。ただし道路との併用軌道上で、安全地帯や駅舎等の設備もなく、路面を緑色に塗装（「グリーンベルト」）してあるのみであった。田神線はかつて単線の棒線駅であったが、のちの増発により行き違い可能な配線となっている。
駅舎はなかったが、分岐・行き違いのための運転係員が常駐し、詰所が設けられていた。自動閉塞になる前は、スタフを持った駅係員が道路上を横断し、電車乗務員に手渡しする姿が見られた。徹明町駅～野一色駅・日野橋駅系統の列車と新関駅～新岐阜駅の列車は当駅まで、あるいは当駅から続行運転となっていたが、スタフは必ず最後尾の車両が持たなければならないこと、折り返しと乗り継ぎ（新岐阜行→徹明町行）の関係もあり関系統の列車が岐阜行でも関側であったことから、田神線乗り場に持ち込まれたスタフを美濃町線ホームで待つ列車に運ばなければならなかったためである。
市ノ坪の岐阜工場には揖斐線の電車も入庫するため、時折揖斐線の電車がここ競輪場前で折り返していた。岐阜市内線電車の入出庫は毎日あり、回送扱いの電車が競輪場前まで顔を出していた。

### 配線図
| ← 徹明町方面 | 競輪場前駅 構内配線略図 | → 日野橋方面 |
|              | ↓ 田神線 市ノ坪方面     |              |
| 凡例 出典:   |                         |              |

## 駅周辺
- 岐阜競輪場
- 岐阜市民総合体育館
- 岐阜曙郵便局
- 岐阜市立梅林中学校

## 隣の駅
名古屋鉄道
美濃町線
金園町九丁目駅 - 競輪場前駅 - 北一色駅
田神線
（美濃町線北一色駅 -） 競輪場前駅 - 市ノ坪駅